# Pnigalio mediterraneus
Pnigalio mediterraneus is een vliesvleugelig insect uit de familie Eulophidae. De wetenschappelijke naam is voor het eerst geldig gepubliceerd in 1957 door Ferrière & Delucchi.